# Municipio de Drake
El municipio de Drake (en inglés: Drake Township) es un municipio ubicado en el condado de Macon en el estado estadounidense de Misuri. En el año 2010 tenía una población de 72 habitantes y una densidad poblacional de 0,89 personas por km².

## Geografía
El municipio de Drake se encuentra ubicado en las coordenadas 40°0′2″N 92°47′20″O / 40.00056, -92.78889. Según la Oficina del Censo de los Estados Unidos, el municipio tiene una superficie total de 81 km², de la cual 80,86 km² corresponden a tierra firme y (0,17 %) 0,13 km² es agua.

## Demografía
Según el censo de 2010, había 72 personas residiendo en el municipio de Drake. La densidad de población era de 0,89 hab./km². De los 72 habitantes, el municipio de Drake estaba compuesto por el 100 % blancos. Del total de la población el 0 % eran hispanos o latinos de cualquier raza.